# Feckenham
Feckenham – wieś i civil parish w Anglii, w hrabstwie Worcestershire, w dystrykcie Redditch. Leży 18 km na wschód od miasta Worcester i 153 km na północny zachód od Londynu. W 2011 roku civil parish liczyła 860 mieszkańców. Feckenham jest wspomniana w Domesday Book (1086) jako Fecheha.